# 浅井のぶ
浅井のぶ（あさい のぶ、2004年までは浅井修平）は、日本のフォーク・シンガーソングライター。北海道北見市出身、札幌市在住。

## 来歴
10代よりライブ活動を開始。札幌を拠点に音楽活動を続け、加奈崎芳太郎（元古井戸）や加川良、など多くのミュージシャンと共演し、全国的にもライブ活動を展開。
また、ライブハウス「楽天舎」を主宰し、地元の音楽シーンの創出にも貢献。1980年代後半からは、「フリーフォーマット」（後「KONBU」と改称）という音楽イベントを毎年開催し、2008年からは毎年2月に札幌雪祭り開催時期に合わせ、札幌時計台ホールにて「EZO音楽祭」として開催している。

## 作品

### アルバム
- 1stアルバム『20世紀の夜も更ける頃』 1996年（Acbeeより発売）
- 2ndアルバム『遠い日を見つめてる』 2001年（Acbeeより発売）
- 3rdアルバム『風街の季』(2枚組)2008年（Acbeeより発売）
- 4thアルバム『言葉たちの想い』2010年（Acbeeより発売）
- 5thアルバム『ふたつの時代』2012年（EZONより発売）
- 6thアルバム『風のリリシズム』2014年（EZONより発売）

### オムニバスアルバム
- 「サウザンズ・オブ・スマイル3」（ユニバーサルミュージックより2011年4月発売）に『魔法のギター』で参加。
- 「サウザンズ・オブ・スマイル4」に『風街の季』で参加。
- 「えぞ音シリーズⅠ・北海道アーティスト音鑑」（EZONより2014年5月発売）に『風街の季』で参加。

### 参加作品
- 山口亜沙子「雨の10丁目」 1981年、ポリドール（アレンジャー、ギター）

## 出演
- KONBU（フリーフォーマット）コンサート vol.1～vol.20 全年度出演（1989～2009）
- えぞオン 時計台 vol.1～vol.5 全年度出演（2008～2012）
- えぞオン サマーピラミッド vol.1～vol.3 全年度出演（2009～2011）
- えぞオン MISORA LAM（in美唄）vol.1（2011.11.11）出演
- えぞオン 冬物語（ZEPP 札幌）（2013.1.18）出演　＜共演：竹中直人・加奈崎芳太郎・藤岡孝彰・タテタカコ・他＞
- えぞオン 夏物語（札幌パークホテル）（2013.7.4）出演　＜共演：庄野真代、小山卓治・関ヒトシ・他＞
- えぞオン 春物語（札幌サンピアザ劇場）（2014.5.18）出演　＜共演：加奈崎芳太郎・夢和・他＞
- 法華ストック '2011（宮崎県国富町）出演

### ラジオ
- ラジオカロスサッポロ「6時だよ全員集合」（2003年4月より毎週月曜日PM6時～7時）
- さっぽろ村ラジオ「フォーク風便り」（2008年1月より毎週火曜日PM3時～4時）
- さっぽろ村ラジオ「ミュージックモール」（2012年4月より毎週月曜日PM8時～9時）
- HBCラジオ「EZO・CONラジオ」（2021年4月より毎週日曜AM1時～1時30分）

### テレビ
- 札幌ねっとてれび「ミュージックモール」（2012年4月より毎週金曜日PM7時～8時）